# Zygonyx geminunca
Zygonyx geminunca is een libellensoort uit de familie van de korenbouten (Libellulidae), onderorde echte libellen (Anisoptera).
De soort staat op de Rode Lijst van de IUCN als niet bedreigd, beoordelingsjaar 2006.
De wetenschappelijke naam Zygonyx geminunca is voor het eerst geldig gepubliceerd in 1997 door Legrand.